# کریگ کمبل (تنیس‌باز)
 کریگ کمبل (انگلیسی: Craig Campbell؛ زاده ۱۸ ژوئیهٔ ۱۹۶۳) یک تنیس‌باز اهل آفریقای جنوبی است.